# Cardillac (film 1969)
Cardillac è un film del 1969 scritto, prodotto e diretto da Edgar Reitz.

## Produzione
Il film fu prodotto da Reitz attraverso la Edgar Reitz Film (ERF).

## Distribuzione
Il film fu presentato alla Mostra del Cinema di Venezia il 28 agosto 1969.